# Halomitra clavator
Halomitra clavator is een rifkoralensoort uit de familie van de Fungiidae. De wetenschappelijke naam van de soort is voor het eerst geldig gepubliceerd in 1989 door Hoeksema.